# Neowerdermannia
Neowerdermannia es un género de pequeños cactus globulares o cilíndricos nativos del altiplano andino desde el sur del Perú, Bolivia, Argentina y Chile. Consta de dos especies: N. vorwerkiiy y N. chilensis, esta última con dos subespecies: chilensis y peruviana. 

## Descripción
Las especies del género Neowerdermannia son esféricas con una fuerte raíz principal. Las cerca de 16 costillas son apenas distinguibles, ya que se disuelven en las verrugas. Las areolas están a menudo hundidas y se encuentran en la base de la parte superior de las verrugas, de las que surgen las espinas algunas están curvadas o con forma de gancho. Las flores con forma de embudo son de color blanco a rosa púrpura. Abren de día. Las frutas contienen semillas ovadas rugosas.

## Taxonomía
El género fue descrito por Alberto Vojtěch Frič y publicado en KaktusáY; odborný mĕsičnik 1: 85. 1930. La especie tipo: Neowerdermannia vorwerkii Frič
Etimología
Neowerdermannia: nombre genérico que significa "nueva werdermannia

## Especies
- Neowerdermannia chilensis Backeb.
- Neowerdermannia peruviana F.Ritter
- Neowerdermannia vorwerkii Frič